# Masaka
Masaka je grad u Ugandi i sjedište istoimenog distrikta u regiji Central. Nalazi se na jugu države, 130 km jugozapadno od Kampale, na 1200 metara nadmorske visine. Bukakkata, luka na zapadnoj obali Viktorijinog jezera udaljena je 39 km istočno od Masake.
Grad je većim dijelom uništen u Ugandsko-tanzanijskom ratu 1979. te ponovo 1985./1986., u građanskom ratu kojim je svrgnut diktator Obote.
Danas Masaka ima 71.700 stanovnika, čija je osnovna djelatnost vezana uz poljoprivredu, posebice uzgoj banana.